# Leucopteryx reticolens
Leucopteryx reticolens är en fjärilsart som beskrevs av L.Sonthonnax 1927. Leucopteryx reticolens ingår i släktet Leucopteryx och familjen påfågelsspinnare. Inga underarter finns listade i Catalogue of Life.